# La donna e il paesaggio
La donna e il paesaggio (Die Frau und die Landschaft) è un racconto dello scrittore austriaco Stefan Zweig pubblicato per la prima volta in lingua tedesca nel 1922 e in una prima edizione in lingua italiana nel 1992.

## Trama
L'io narrante ricorda un periodo di vacanza estiva trascorso in un albergo del Tirolo. L'afa è insopportabile, il cielo è plumbeo e il protagonista spera nell'arrivo della pioggia. Vicino a lui una giovane donna, in vacanza con i genitori, sembra manifestare la stessa speranza; il protagonista sente attrazione per questa fanciulla. La pioggia tarda a venire e il narratore si addormenta su una sedia a sdraio nella veranda. Si sveglia a notte fonda; la pioggia non è ancora arrivata e l'uomo ritorna nella sua stanza. Qui trova la fanciulla. Il protagonista bacia appassionatamente la fanciulla, ma interrompe i contatti con lei quando si rende conto che la giovane, la quale ha gli occhi chiusi e si comporta con una strana apatia, è affetta da sonnambulismo. Scoppia un temporale; un tuono sveglia la fanciulla la quale fugge via dalla stanza, spaventata. L'indomani il protagonista vede nuovamente la giovane donna mentre fa colazione assieme ai genitori; il protagonista la scruta con attenzione «alla ricerca di un moto di eccitazione o di vergogna»; ma dal comportamento della ragazza è evidente come non le sia rimasta memoria dell'episodio avvenuto durante la notte, tranne forse una leggera sensazione di inquietudine che il narratore crede di percepire.
Nel racconto sono stati intravisti riferimenti alle teorie psicanalitiche di Freud. Commenta a tal proposito Saverio Vertone:
(Saverio Vertone, «Maledetta Vienna, stregata da Freud», Corriere della Sera del 31 marzo 1993)

## Edizioni

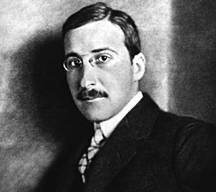
Stefan Zweig (fotografia del 1912)

Il racconto è apparso la prima volta nel 1922 sul giornale Neue Freie Presse; fu pubblicato in volume poche settimane più tardi, nella raccolta di novelle Amok: Novellen einer Leidenschaft. Una edizione in lingua italiana, con la traduzione di Barbara Griffini, nella raccolta Notte fantastica curata da Cinzia Romani fu edita nel 1993 da Frassinelli. Una nuova traduzione, ad opera di Ada Vigliani, è stata pubblicata nella raccolta Notte fantastica edita nel 2012 da Adelphi.
- Stefan Zweig, «Die Frau und die Landschaft». In: Amok: Novellen einer Leidenschaft, Leipzig: Insel-Verlag, 1922
- «La donna e il paesaggio». In: Stefan Zweig, Notte fantastica; traduzione di Barbara Griffini; a cura di Cinzia Romani, Como: Frassinelli, 1992, ISBN 88-7684-229-2
- Stefan Zweig, Notte fantastica; traduzione di Ada Vigliani. Contiene: «La donna e il paesaggio»; «Notte fantastica»; «Il vicolo al chiaro di luna»; «Leporella». Collana Piccola biblioteca Adelphi n. 636 Milano: Adelphi, 2012, ISBN 978-88-459-2723-2